# Neft Daşları

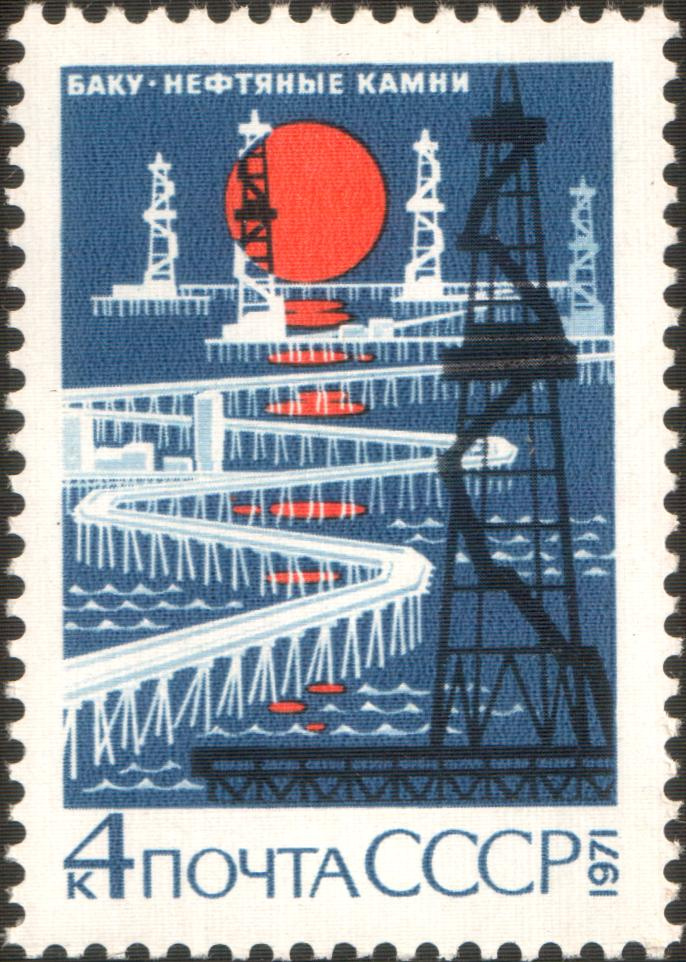
Neft Daşları op een Sovjetpostzegel uit 1971

Neft Daşları (ook: Neft Dashlari; Nederlands: Olierotsen) is een Azerbeidzjaanse “nederzetting” (qəsəbəsi) en een offshore boorplatform in de Kaspische Zee, circa 50 kilometer verwijderd van het Apsjeronschiereiland, waarop de Azerbeidzjaanse hoofdstad Bakoe ligt. 
Bestuurlijk maakt Neft Daşları deel uit van het stadsdistrict Xəzər (stad Bakoe). De plaats telt 400 inwoners (01-01-2012).

## Beschrijving
Neft Daşları werd als eerste booreiland van de toenmalige Sovjet-Unie aangelegd. De bouw begon in november 1948 op een rotsformatie die 42 kilometer uit de kust lag; de eerste boringen werden in 1949 verricht. In de jaren daarna werd het platform uitgebouwd tot een nederzetting met honderden kilometers aan straten op pijlers en, naast onderkomens voor de werknemers, tal van voorzieningen, zoals winkels, scholen en een park. In de periode 1964-1968 werd jaarlijks zo'n 21 miljoen ton olie gewonnen.
Door slecht onderhoud zijn delen van het complex vervallen. Zo staan verbindingswegen onder water en zijn veel van de oliebronnen buiten gebruik. Desondanks wordt er in de 21e eeuw nog steeds olie geproduceerd door het staatsoliebedrijf SOCAR.

## Trivia
- Delen van de James Bondfilm The World Is Not Enough werden opgenomen op een nabouw van het platform in de Britse Pinewood Studios. Vanwege de speciale effecten was filmen op de originele locatie te gevaarlijk.